# 西村滄洲
西村 滄洲（にしむら そうしゅう）は幕末の佐渡奉行所地役人、越後府・佐渡県・相川県官吏。退官後暇修義塾を営んだ。

## 生涯

### 佐渡奉行所
文政5年（1822年）2月佐渡奉行所地役人長井克智の次男として生まれた。田中葵園に入門、修教館に入学して経史を学んだ。天保7年（1836年）学問所見習、天保10年（1839年）日記掛となり、銀山番所役、穿鑿掛、水替掛を歴任した。
安政元年（1854年）公事方役。文久元年（1861年）山方役として江戸に赴任し、田口江村に師事した。文久2年（1862年）頃夷番所定番役。慶応元年（1865年）再び公事方役となり、献金の事務を兼任した。慶応2年（1866年）地方役として再び江戸に赴任した。慶応3年（1867年）地方掛頭取となり、税務を担当した。

### 新政府
明治維新においては越後府参謀奥平謙輔の下で民政方附属社寺聴訟頭取、聴訟局長を務めた。明治2年（1869年）佐渡県設置により一時免職となった後、明治3年（1870年）同県権少属補、准史生少属、明治4年（1871年）大属試補。明治5年（1872年）相川県少属、1873年（明治6年）中属となり、1875年（明治8年）一等警部、1876年（明治9年）三級判事補を兼任した。

### 教育活動
1876年（明治9年）相川県廃止により退職し、真野、1877年（明治10年）頃新町山本藤九郎宅2階、1881年（明治14年）春新穂、次いで後山、吉井、四日町、相川町三町目、二町目浜町と住所を転々としながら、暇修義塾と称して子弟を教育した。相川では青年会を組織し、仁義道徳の涵養に務めた。
1895年（明治28年）2月3日または4日74歳で死去し、興禅寺に葬られた。法名は善心院護法明允居士。墓は現存しない。

## 著述
- 「府尹大屋君に上（たてまつ）るの書」
佐渡鉱山の生産量減少に対し、天保13年（1842年）佐渡奉行大屋図書に新坑道の開鑿を提言する[4]。
- 「辺防論」
天保11年（1840年）の阿片戦争を受け、イギリスの日本侵攻に備えて士気の重要性を説く[4]。
- 「申生論」
晋の驪姫の讒言で自殺した献公太子申生について、曲沃左遷の話が出た時、太子の座を諦めて従うべきだったと考察する[4]。
- 「放言」
1890年（明治23年）に開設された国会について、議員定数300人は多すぎると批判し、各県1人の70名余りで足りるとする[4]。『北溟雑誌』第99号収録[2]。

大正時代山本半蔵等により『滄洲遺稿』出版が計画されたが、資金の問題で実現しなかった。

## 門人
- 松本喜代子 – 大小校教員。
- 山本弥次平 – 新町町長。
- 山本半蔵 – 新町町長。
- 山本藤右衛門 – 新潟県会議員、新町町長。
- 山本悌二郎 – 代議士、台湾製糖専務。
- 島倉竜司 – 検事正、大審院陪席判事。
- 若林善平 - 新町医師。
- 高野問蔵 – 新潟新聞主事。
- 尾畑与三作 – 新潟県会議員、真野村長。
- 高野宏策 - 佐渡郡会議長。
- 羽生甚左衛門 – 真野村長。
- 逸見悦運 - 少僧正、大願寺住職、免因保護会副会長。
- 金子代蔵 – 真野村長。
- 石塚照 - 佐渡中学校教諭。
- 本間建吉 – 陸軍中尉本間雅晴父。
- 山本孝策 – 畑野村長、陸軍大将。
- 藤本亀蔵 – 沢根小学校長、考古学者。
- 小宮山竜蔵 – 越佐新聞記者。
- 児玉竜太郎 – 佐渡新聞主筆。
- 牛窪弘善 – 足尾銅山勤務。

『滄洲遺稿』出版計画時、山本半蔵により「滄洲西村先生門人録」が編集された。

## 事蹟

### 公事
国中村には日頃から悪事を働く乞食がいた。ある冬の夕方、八右衛門が農作業から帰宅し、納屋に農具を仕舞おうとしたところ、その乞食が北山颪の吹く中焚火をしており、これに激情して鍬で撲殺してしまった。八右衛門は役所に自首したが、村民は乞食の死を喜び、八右衛門の免罪を訴えた。
滄洲は臨検した蔵田信中から報告書を受け取ると、その夜蔵田宅を訪れ、「あなたの心一つで罪人の命は助かる。報告書中に『死体に切創』とあるが、『切レ創（きれきず）』か『切リ創（きりきず）』か明らかにせよ。」と質した。蔵田は「切レ創」と改め、報告書を再提出した。
翌日の裁判で滄洲は「報告書によれば乞食の死は八右衛門のせいではない。」として無罪を言い渡した。

### 奥平謙輔への諫言
越後府参謀奥平謙輔は赴任当初法を極めて厳しく適用し、滄洲はしばしばこれを諌めた。
ある時、奥平が「私は法を厳しく適用している。粛殺の気により天地は寒となり、この冬加茂湖の水が凍結するだろう。」といった。滄洲が「もし凍結しなければどうなるか。」と聞くと、奥平は「天道は存在しないことになる。」と答えた。滄洲は「天地の気は人為に関係する。人為の尽くさない点があったとして反省すべきだ。天道は殺より生を好む。峻法は亡国の兆しである。」と諌めた。
これ以来、奥平は刑罰の適用を緩めるようになったという。

## 家族
- 父：長井五郎兵衛克智 - 佐渡奉行所地役人[3]。
- 兄：長井五郎吉明遠 - 号は松菊。田中葵園に学び、慶応年間地方役。1889年（明治22年）71歳で没[8]。
- 養父：西村善右衛門二容[3]（正容[5]） - 佐渡奉行所地役人[3]。
- 先妻：クニ – 西村善右衛門娘[4]。
- 後妻 - 吉田氏[3]。
- 三男：赤江橋震[5]
- 四男：西村正路[3]

8男（7男）8女を儲けたが、長男・次男は夭折、養父の子を跡取りとするもまた夭折し、正路が家を継いだ。